# Ambrogio Contarini
Pour les articles homonymes, voir Contarini.
Ambrogio Contarini (1429-1499) est un marchand et diplomate vénitien connu pour son récit de voyage relatant son ambassade en Perse (1474-1477). Envoyé par la Sérénissime République pour nouer une alliance de revers contre les Ottomans, Ambrogio Contarini traverse l'Europe centrale, orientale, la Russie, le Caucase, vit de multiples aventures au péril de sa vie. La relation de voyage qu'il tire de son long périple, les longues descriptions de la vie à la cour d'Ispahan permettent aux Occidentaux de compléter une géographie lacunaire et de découvrir une civilisation méconnue.

## Biographie
Issu de la grande famille vénitienne des Contarini, Ambrogio vit durant sa jeunesse à Constantinople où il exerce la profession de marchand ; à partir de 1463, il participe à la guerre turco-vénitienne sur des navires de la Sérénissime République, en particulier L'Égée avec lequel il livre des combats contre la flotte ottomane de Mehmed II. Soucieux de nouer une alliance de revers avec les Perses, d'ouvrir un front oriental contre les Turcs, le sénat de Venise décide d'envoyer une ambassade auprès du souverain Uzun Hasan en 1473 avec pour représentant Ambrogio Contarini qui quitte les rives de l'Adriatique le 23 février 1474 (1473 selon le calendrier vénitien, qui débutait au 1er mars). Il n'est cependant pas le premier représentant de la grande cité maritime à se rendre en Orient dans le même but car deux autres italiens, Caterino Zeno et Josaphat Barbaro, l'avaient précédé de quelques mois
Contraint d'éviter les territoires sous contrôle ottoman, le diplomate effectue un long périple par le nord à travers l'Europe centrale, la Pologne où il est l'hôte de Casimir IV (roi de Pologne et grand-duc de Lituanie), passe par Kiev et Caffa, traverse la mer Noire pour atteindre  le Caucase, la Géorgie, l'Arménie avant d'arriver à Tabriz en août 1474. Reçu le 30 octobre 1474 par Uzun Hasan à Ispahan après avoir été présenté par Josaphat Barbaro déjà sur place, il est écouté avec bienveillance par le souverain perse mais ce dernier ne répond pas favorablement au projet d'alliance militaire avec Venise. Ambrogio demeure plusieurs mois à la cour d'Ispahan, ne reprenant la route pour l'Europe qu'en juin 1475. Le voyage de retour s'avère très long et difficile car les Ottomans, informés des contacts entre Vénitiens et Perses, surveillent les routes et se sont emparés de Caffa et du khanat de Crimée. L'envoyé de Venise est alors obligé de passer par Derbent, hiverne sur les rives occidentales de la mer Caspienne au milieu d'une communauté de pêcheurs, puis embarque pour Astrakhan remontant la Volga, il rejoint la Moscovie où il est reçu par le grand-duc, Ivan III avant de retrouver le roi Casimir IV en sa résidence de Trakai. Rentré à Venise, le 10 avril 1477, Ambrogio Contarini fait un rapport détaillé de son ambassade devant le Conseil des Dix. Il faut attendre 1487 pour que soit publié à Venise son récit de voyage sous le titre de Questo e el viazo de mister Ambrosio Contarin ambasador de la illustrissima signoria de Venesia al signor Uxuncassan Re di Persia.

## Récit de voyage

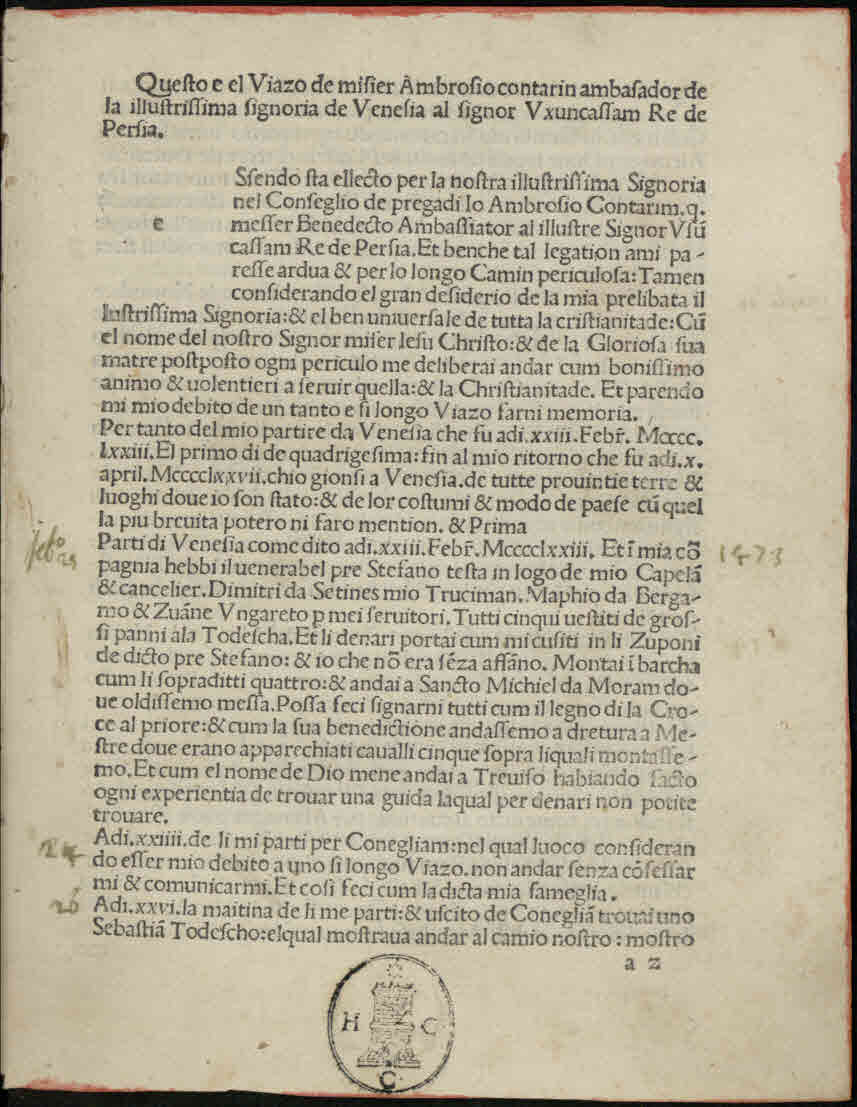
Viaggio al signor Usun Hassan re di Persia, 1487.

L'ouvrage dans lequel Ambrogio Contarini décrit son périple de plusieurs milliers de kilomètres tient davantage de la relation de voyage que du rapport de mission diplomatique. Le Vénitien insiste plus sur les vicissitudes personnelles qu'il a pu rencontrer au milieu de terres peuplées de Tatars hostiles, de brigands caucasiens, sur les souffrances et les privations endurées que sur des considérations historiques, géographiques et/ou politiques. Au début et à la  fin du récit, l'auteur décrit son voyage d'aller et de retour au gré de ses rencontres, de ses embûches, alternant souvenirs agréables comme le séjour chez le roi Casimir IV ou moments plus difficiles comme ceux passées au milieu d'une escorte tatare dont les coutumes barbares, la vie fruste et la consommation immodérée d'hydromel le consternent - « Les Tatars, se nourrissant exclusivement de viande de cheval, sentaient si abominablement qu'il était tout à fait intolérable de s'approcher d'eux... ». Le corps de l'ouvrage est consacré à son séjour en Perse, à la description des villes iraniennes, de la cour du palais d'Ispahan, de la personne du roi, d'un défilé de 25 000 cavaliers organisé en son honneur.
«  J'admets que j'aurais pu en dire plus et de manière plus élégante sur le succès de mon voyage ainsi que sur mon séjour en Allemagne mais comme toutes ces choses sont désormais connues de tous, cela ne m'a pas semblé approprié. Tout ce que j'ai dit, cependant, ne relève que de la vérité et, sur ce point, je n'ai rien dissimulé.  » ainsi conclut Ambrogio Contarini. Pourtant son récit fait découvrir à l'Occident une partie du monde mal connu des Européens, parfois véritable terra incognita comme le Caucase, ainsi que les fastes d'une cour orientale. « Ces premières communications des Vénitiens avec la Perse, quoique faites dans un but politique, sont un événement dans l'histoire des voyages et dans celle de la civilisation. Elles ouvrirent aux observations des occidentaux des régions inconnues et mirent en rapport des peuples qui semblaient séparés pour toujours, répandant au passage quelques lueurs sur la géographie, jusqu'alors si confuse. ».